# Royaume de Pampelune
824–1162
Entités précédentes :
- Empire carolingien
  - Duché de Vasconie

Entités suivantes :
- Royaume de Navarre

Le royaume de Pampelune est la dénomination employée par quelques historiens, en accord avec les Annales des Rois Francs pour se référer à l'organisme politique, au haut Moyen Âge, apparu autour de civites de Pompælo, qui avait été à l'époque de l'Empire romain la principale ville en territoire des Vascons dans la région des Pyrénées occidentales, et à la direction d'Eneko Arista qui a fondé la dynastie royale et l'organisme en 824, avec l'appui de ses parents et alliés de la famille des Banu Qasi, seigneurs de Tudela, et de l'évêché de Pampelune, étant l'antécédent vers le Xe siècle, du royaume de Navarre.

## Histoire
Comme le rappelle l'hispaniste Roger Collins, les témoignages qui sont conservés de l'époque sont très faibles de sorte qu'il n'existe pas un consensus entre les spécialistes pour discerner le nombre précis de monarques et la durée de leurs règnes, comme non plus sur l'extension de leurs territoires et influence.
La dynastie des Íñiguez s'est terminée avec Fortún Garcés qui, selon la tradition, est connu comme Fortún le Moine, a abdiqué et s'est retiré au monastère de Leyre. Elle sera remplacée en 905 par celle des Jiménez qui a commencé avec Sanche Garcés Ier (905-925) dont le royaume sera connu plus tard comme royaume de Pampelune ou de Navarre.
Sanche Garcés, avec Ordoño II de León, conquiert Nájera et, durant l'année 924, son fils développe une politique de repeuplement et aide les nouvelles terres et monastères existants là.
Sanche Garcés II Abarca, son successeur, et García Sánchez II le Temblón sont obligés de capituler devant Almanzor et de payer des impôts au califat de Cordoue.
Avec Sanche III le Grand (1004-1035) le royaume de Pampelune atteint sa plus grande extension territoriale, en comprenant presque tout le tiers nord péninsulaire. Dans la réorganisation du royaume, on suppose qu'il a créé la vicomté du Labourd, entre 1021 et 1023, avec résidence du vicomte à Bayonne et celle du Baztan vers 1025.
Quelques auteurs défendent qu'au décès du duc Sanche V Guillaume, duc de Gascogne, le 4 octobre 1032, le royaume a étendu son autorité sur l'ancien Pays basque transpyrénéen compris entre les Pyrénées et la Garonne, qui commence à être mentionné dans ses documents. D'autres auteurs, comme Armando Besga, jugent le contraire.
Por el Norte, la frontera del reino pamplonés está clara, los Pirineos ( caso de haberse extendido la autoridad de los reyes navarros hasta el Baztán, lo que es lo más probable, pero que no se puede acreditar hasta el 1066 ), y no se modificó. No es cierto, pese a todas las veces que se ha dicho, que Sancho III lograra el dominio de Gascuña (la única Vasconia de entonces, es decir, el territorio entre los Pirineos y el Garona, en el que la población que podemos considerar vasca por su lengua sólo era una minoría ). El rey navarro únicamente pretendió suceder en 1032 al duque de Gascuña Sancho Guillermo, muerto sin descendencia, lo que bastó para que en algunos documentos se le cite reinando en Gascuña. Pero la verdad es que la herencia recayó en Eudes
On peut dire que Sanche III a effectué le premier empire hispanique et a été appelé Rex Ibericus et Rex Navarræ Hispaniarum.

Division du royaume après la mort de Sanche IV en 1076
Territoire occupé par Alphonse VI de Castille
Territoire occupé par Sanche Ier d'Aragon
Comté de Navarre, vassal de la Castille

Avant de mourir (1035), il divisa ses territoires entre ses fils : son aîné, García, régna à Pampelune et hérita de quelques terres en Aragon et en Castille, Fernando a obtenu une grande partie du comté de Castille, Ramiro a reçu des terres en Aragon et en Navarre, et Gonzalo dans le Sobrarbe et d'autres points éloignés d'Aragon. De ce partage apparaît la nouvelle structure politique du XIIe siècle avec les royaumes de Navarre, Aragon et Castille.
Après l'assassinat du fils et héritier de García, Sanche IV de Navarre, le royaume de Pampelune est intégré entre 1076 et 1134 à la couronne aragonaise, dont il est séparé sous le règne de García Ramirez, tandis que la moitié ouest est intégrée à la Castille par Alphonse VI.
Sous le règne de Sanche le Sage (1150-1194), il s'appellera le royaume de Navarre et suivra une perte territoriale.

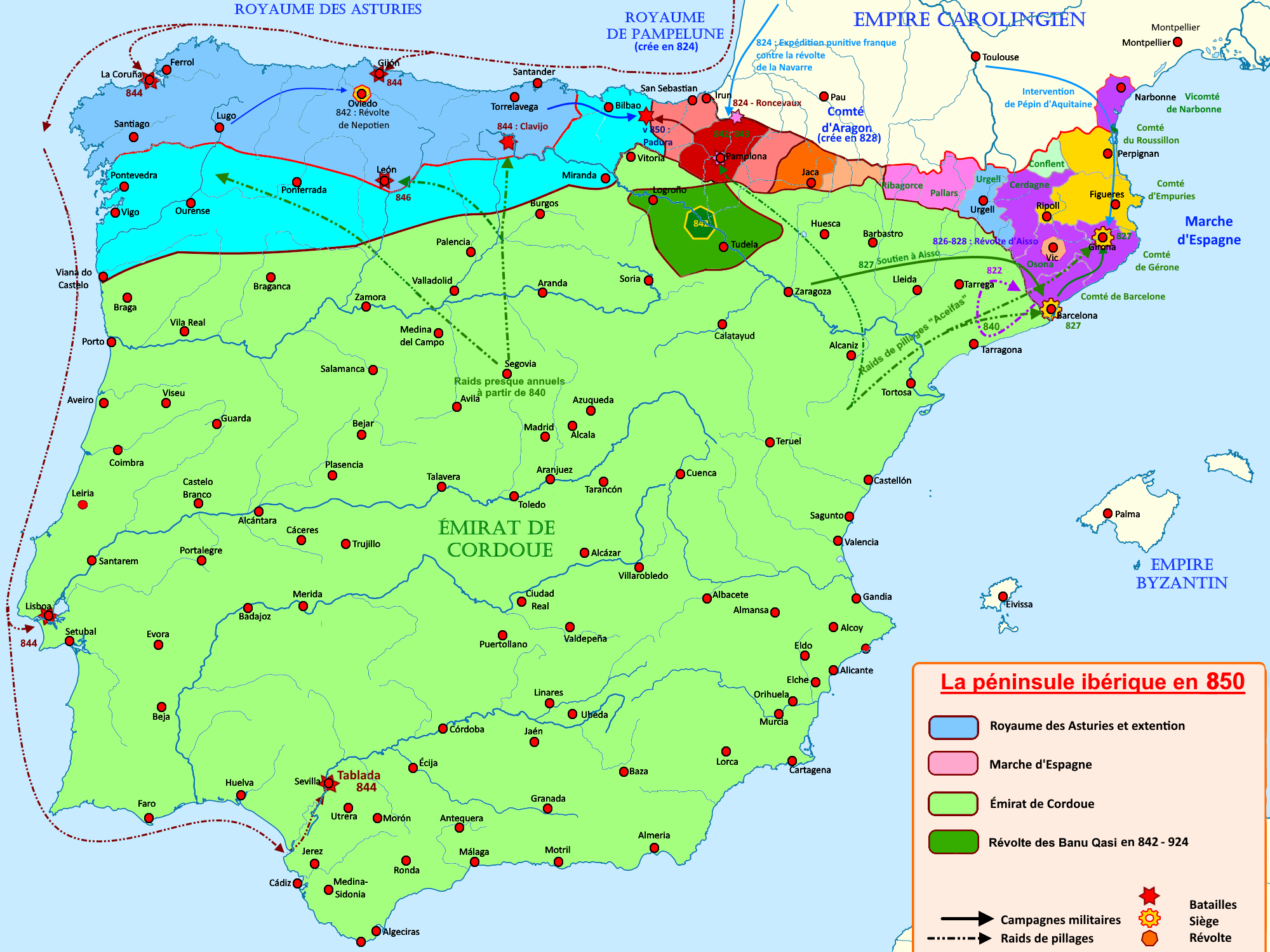
Fondation du royaume de Pampelune
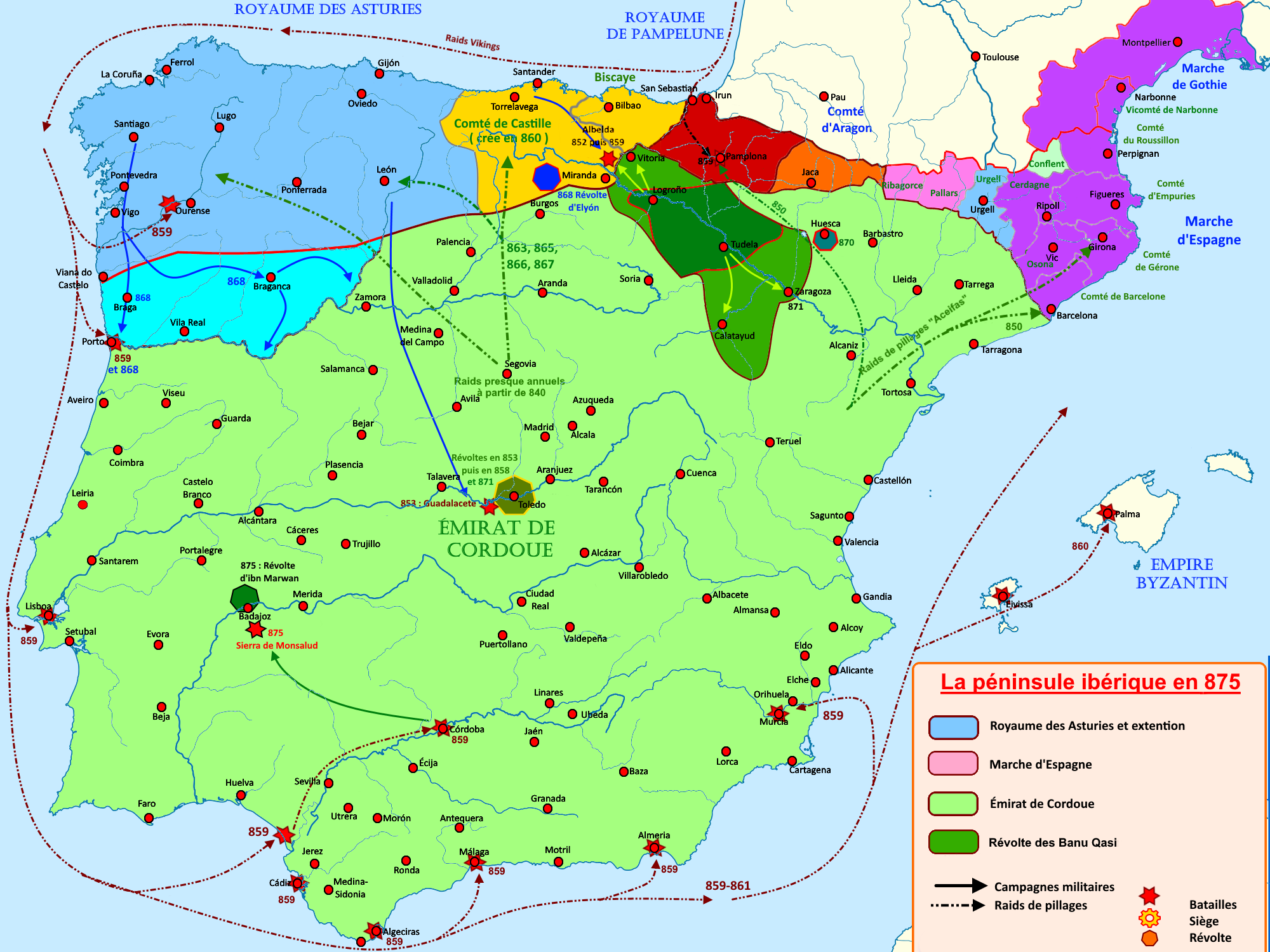
Le royaume de Pampelune entre 814 et 875
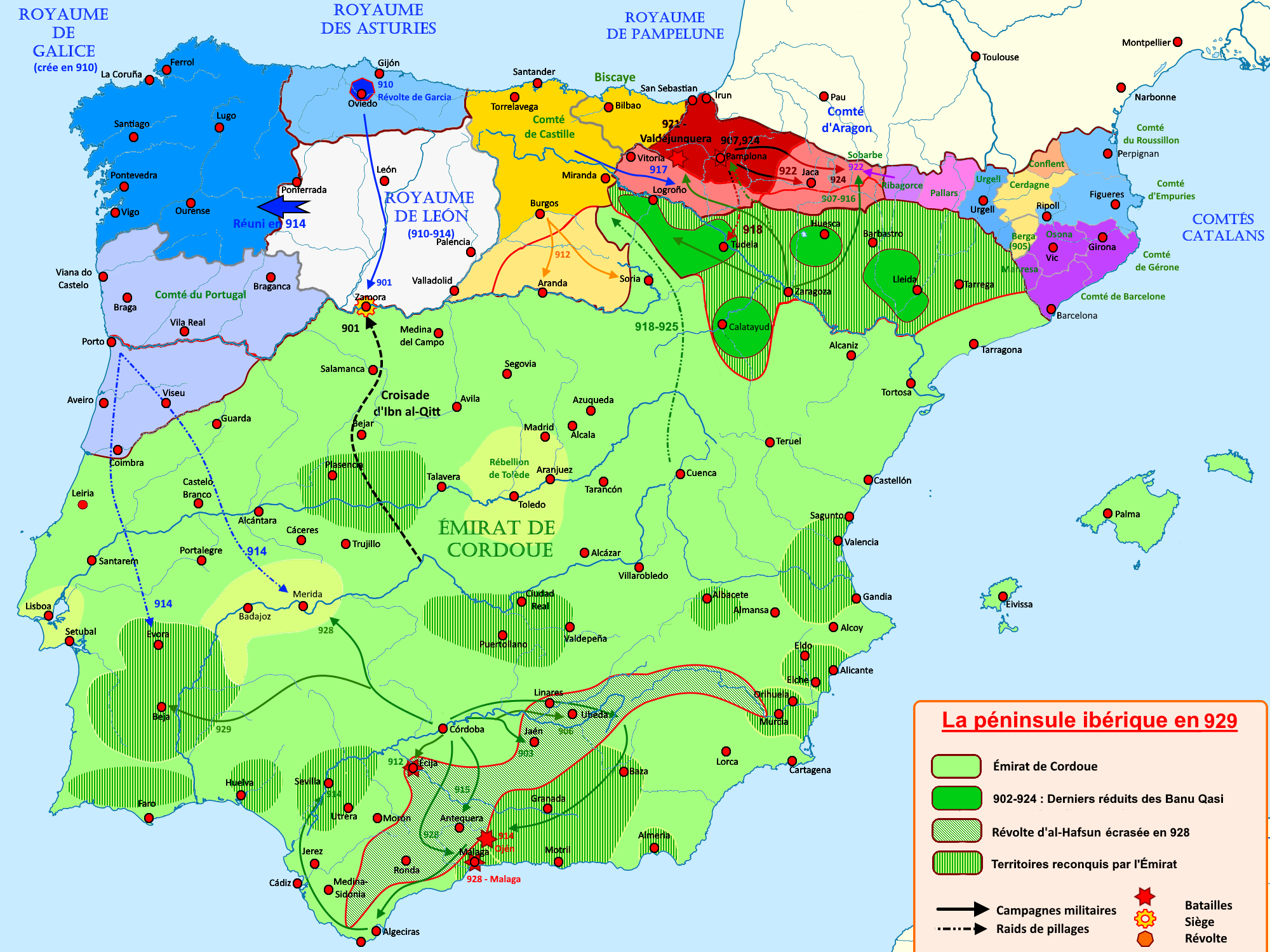
Le royaume de Pampelune entre 900 et 929
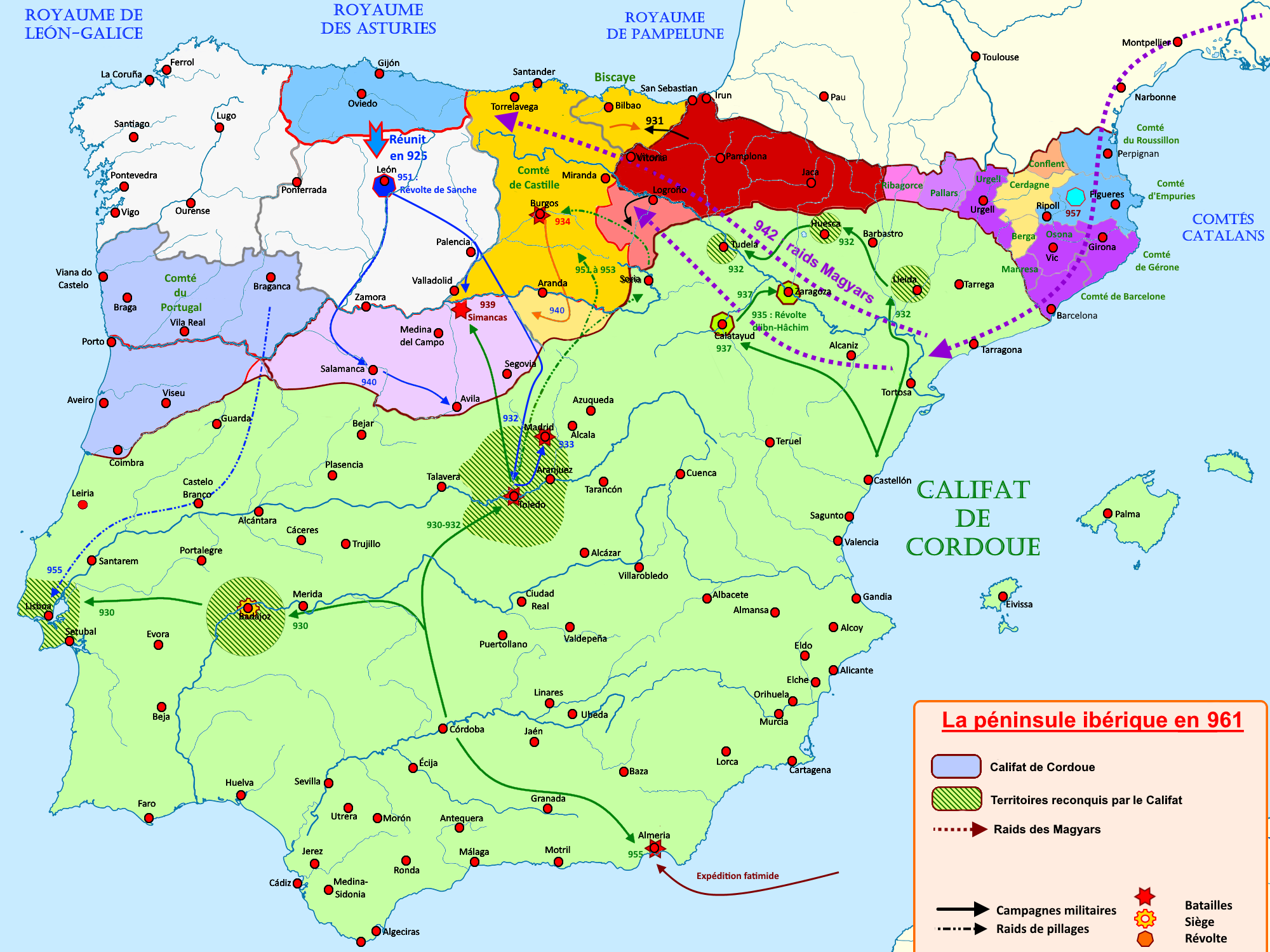
Le royaume de Pampelune entre 929 et 961
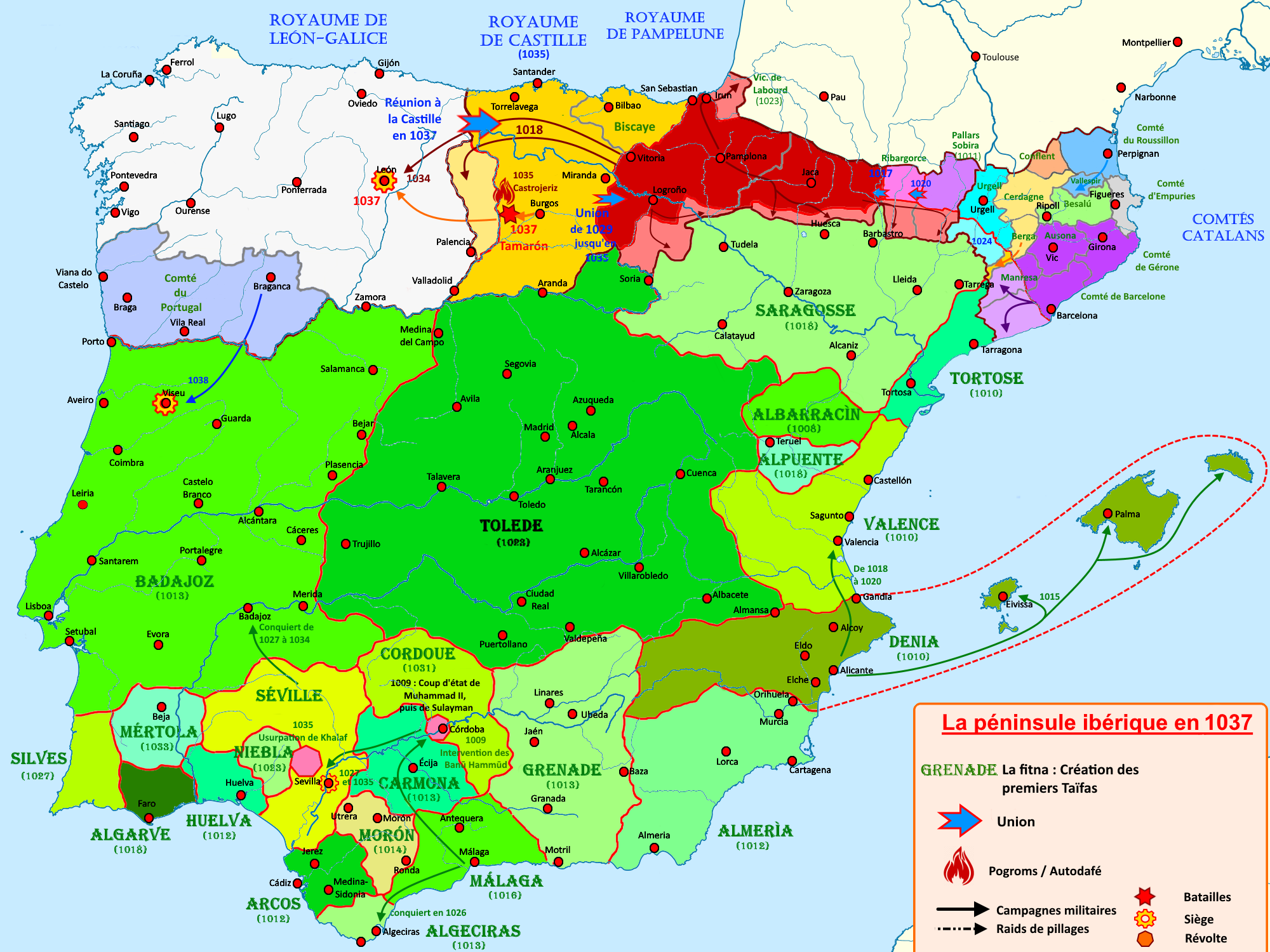
Le royaume à son extension maximale en 1037
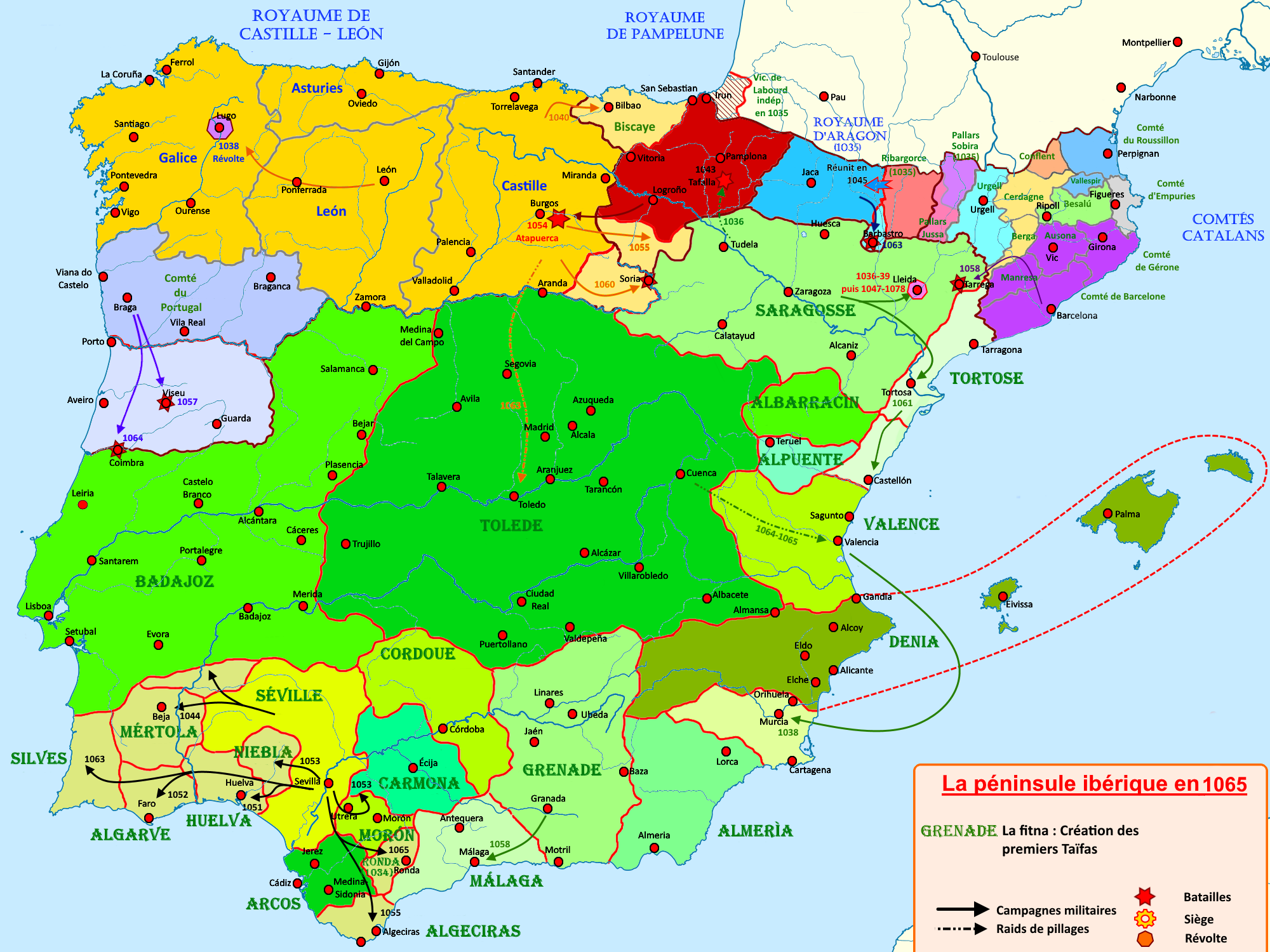
La partition du royaume en 1065
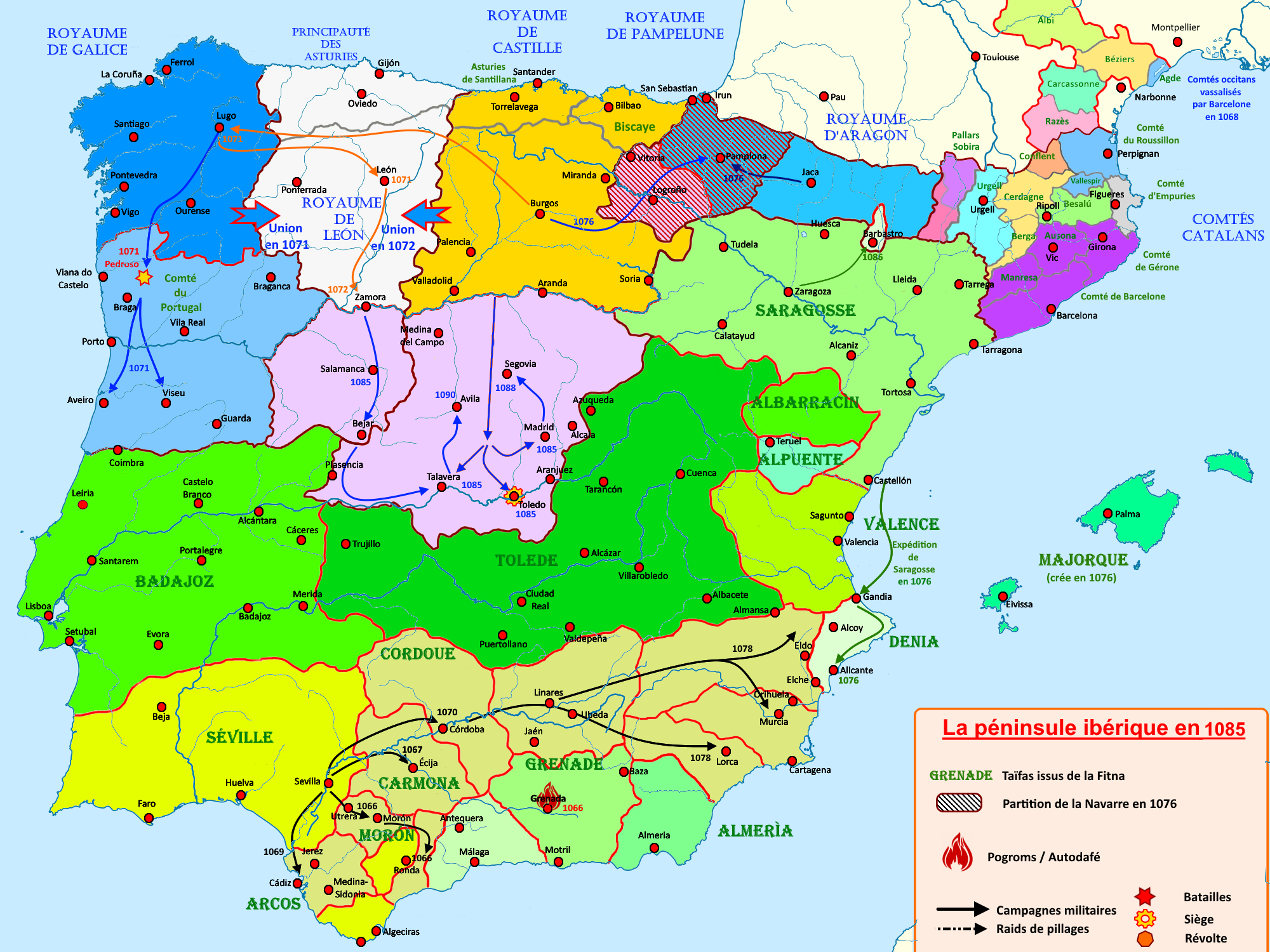
La fin du royaume en 1085

### Sources
- (es) Cet article est partiellement ou en totalité issu de l’article de Wikipédia en espagnol intitulé « Reino de Pamplona » (voir la liste des auteurs).